# K.O.B. Live
K.O.B. Live (Kings of Bachata Live) es el título del segundo en vivo grabado por el grupo de bachata Aventura.

## Canciones

### Disco 1
| #  | Título                                    | Tiempo |
| -- | ----------------------------------------- | ------ |
| 1  | Los Reyes de la Bachata Moderna (En Vivo) | 1:04   |
| 2  | Los Infieles                              | 4:17   |
| 3  | Mi Corazoncito                            | 3:54   |
| 4  | El Perdedor                               | 3:35   |
| 5  | Controversia                              | 3:55   |
| 6  | José                                      | 4:13   |
| 7  | Skit Anthony, Pt. 1                       | 0:23   |
| 8  | Un Beso (En Vivo)                         | 4:57   |
| 9  | Cuando Volverás (En Vivo)                 | 3:48   |
| 10 | Skit Lenny (En Vivo)                      | 0:21   |
| 11 | Llorar (En Vivo)                          | 4:23   |
| 12 | Angelito (En Vivo)                        | 4:15   |
| 13 | Hermanita & Romeo Skit (En Vivo)          | 7:23   |

### Disco 2
| #  | Título                                                              | Tiempo |
| -- | ------------------------------------------------------------------- | ------ |
| 1  | Skit Henry                                                          | 0:35   |
| 2  | La Película (En Vivo)                                               | 4:40   |
| 3  | Todavía Me Amas (En Vivo)                                           | 4:51   |
| 4  | Obsesión (En Vivo)                                                  | 3:59   |
| 5  | Amor de Madre (En Vivo)                                             | 4:20   |
| 6  | Skit Mikey                                                          | 0:36   |
| 7  | Medley: No lo Perdona Dios/Un Poeta Enamorado/La Novelita (En Vivo) | 8:47   |
| 8  | La Boda (En Vivo)                                                   | 4:11   |
| 9  | Skit Anthony, Pt. 2                                                 | 0:52   |
| 10 | Enséñame a Olvidar (En Vivo)                                        | 5:32   |
| 11 | Voy Mal Acostumbrado (En Vivo)                                      | 4:52   |
| 12 | Outro (En Vivo)                                                     | 1:09   |

### DVD
| # | Título                                                           |
| - | ---------------------------------------------------------------- |
| 1 | Altos De Chavón (Video)                                          |
| 2 | Madison Square Garden: Ella y Yo/Por Tu Orgullo/Angelito (Video) |
| 3 | Fanáticos (Video)                                                |
| 4 | Los Infieles (Video)                                             |

## Posicionamiento en las listas
| Listas (2006/2007)                 | Máxima posición |
| ---------------------------------- | --------------- |
| Mexican International Chart Albums | 12              |
| Italian Albums                     | 75              |
| Swiss Albums                       | 25              |
| U.S. Billboard 200                 | 124             |
| U.S. Billboard Top Latin Albums    | 2               |
| U.S. Billboard Tropical Albums     | 1               |

### Sucesión y posicionamiento
| Predecesor: Arroz con habichuela de El Gran Combo de Puerto Rico       | U.S. Billboard Tropical Albums — Álbum N°. 1 (Primera vuelta) 6 de enero de 2007 - 6 de abril de 2007   | Sucesor: La llave de mi corazón de Juan Luis Guerra & su banda 4.40 |
| Predecesor: La llave de mi corazón de Juan Luis Guerra & 4.40          | U.S. Billboard Tropical Albums — Álbum N°. 1 (Segunda vuelta) 12 de mayo de 2007 - 25 de mayo de 2007   | Sucesor: La llave de mi corazón de Juan Luis Guerra & su banda 4.40 |
| Predecesor: La llave de mi corazón de Juan Luis Guerra & su banda 4.40 | U.S. Billboard Tropical Albums — Álbum N°. 1 (Tercera vuelta) 2 de junio de 2007 - 10 de agosto de 2007 | Sucesor: El cantante de Marc Anthony                                |